# Politiets Sikkerhetstjeneste
Politiets Sikkerhetstjeneste (PST) er det norske politis efterretningstjeneste og således pendanten til det danske Politiets Efterretningstjeneste. PST har cirka 450 ansatte og havde i 2016 et budget på 773,3 millioner norske kroner. Organisatorisk hører tjenesten direkte under Justis- og Politidepartementet. Langt størstedelen af de ansatte arbejder på hovedkontoret i Oslo, men PST har kontorer i alle landets 27 politikredse.
PST blev grundlagt i 1937 som Politiets Overvåkningstjeneste og fik sit nuværende navn i 2002. Tjenesten har til opgave at udføre kontraterrorisme samt kontraspionage, modvirke politisk ekstremisme, forhindre spredning af masseødelæggelsesvåben, udarbejde sikkerhedsråd samt lave analyser og vurderinger af det aktuelle trusselsbillede.